# Lucien Bérardini
Pas d'image ? Cliquez ici
Lucien Bérardini, né le 24 septembre 1930 à Martigues et mort le 13 octobre 2005 à Montpellier, est un alpiniste français.

## Biographie
Lucien Bérardini, né à Martigues (Bouches-du-Rhône) en 1930 et grandit en banlieue parisienne. Il apprend l'art de l'escalade sur les rochers de la forêt de Fontainebleau puis sur les falaises du Saussois avec Robert Paragot. Il entre dans le cercle des grands alpinistes en réalisant la première ascension de la face ouest des Drus le 19 juillet 1952 en compagnie de Guido Magnone, Adrien Dagory et Marcel Lainé, avec un recours intensif à l'escalade artificielle. La même année, il réalise le premier parcours sans bivouac de l'éperon Walker (4 208 m, point culminant des Grandes Jorasses), en compagnie de Michel Dufranc. En 1953, il ouvre une voie à la face sud-est du mont Mallet puis l'année suivante, il fait partie d'une expédition française à la face Sud de l'Aconcagua, sommet de 6 962 mètres d'altitude situé en Argentine. Cette expédition, dirigée par René Ferlet, comprend aussi Guy Poulet, Robert Paragot, Pierre Lesueur, Edmond Denis et Adrien Dagory. Cette entreprise est un succès, mais les conditions rudes de l'ascension et le mauvais temps causent à Lucien Bérardini des gelures graves aux mains et aux pieds, qui nécessitent des amputations. C'est avec son ami Robert Paragot qu'il reprend néanmoins le chemin des cimes. Cette cordée, devenue célèbre, réussira de nombreuses premières dans les Dolomites ou le massif du Mont-Blanc, telles que la face nord du Grand Capucin en 1955.
Lucien Bérardini, décède le 14 octobre 2005, à l'âge de 75 ans, à Montpellier, des suites d'un cancer. Ses obsèques ont eu lieu à Chamonix.

## Ascensions importantes
- 1952 - Première ascension de la face ouest des Drus (3 754 m) dans le massif du Mont-Blanc, avec Guido Magnone, Adrien Dagory et Marcel Lainé.
- 1952 - Premier parcours sans bivouac de l’éperon Walker (4 208 m), point culminant des Grandes Jorasses, avec Michel Dufranc.
- 1953 - Ouverture d’une nouvelle voie sur la face sud-est du mont Mallet (3 989 m).
- 1954 - Première expédition française sur la face sud de l’Aconcagua (6 962 m, Argentine), avec René Ferlet, Robert Paragot, Guy Poulet, Pierre Lesueur, Edmond Denis et Adrien Dagory.
- 1955 - Première ascension de la face nord du Grand Capucin dans le massif du Mont-Blanc, avec Robert Paragot.
- 1966 - Ascension de la face nord du Huascarán (6 768 m), des Andes péruviennes, relatée dans le livre Paragot, Bérardini, vingt ans de cordée.
- 1971 - Makalu (8 463 m), sur la frontière tibéto-népalaise, ascension du pilier ouest avec, entre autres, Bernard Mellet, Yannick Seigneur, Robert Paragot.

## Œuvres

### Livre
- Paragot, Bérardini, vingt ans de cordée, avec Robert Paragot, Flammarion, 1974, réédité chez Arthaud en 1998  (ISBN 2-7003-1178-7)

### Filmographie (non exhaustive)
- 1957 : Tant Que Nous L'Aimerons - 21 min, réalisé par Hélène Dassonville et René Vernadet.
- 1960 : Anatomie d'une Première - 32 min, réalisé par Jacques Ertaud.
- 1960 : Victoires sur l'Himalaya - 29 min, réalisé par Lucien Bérardini et Jean-Marie Perthuis.
- 1971 : Makalu 8481m - Pilier Ouest  - 27 min, réalisé par Lucien Bérardini.
- 1971 : Parce Que La Montagne Était Là - 32 min, réalisé par Jean-Pierre Janssen.
- 1980 : Aventure à Bleau - 26 min, réalisé par Jean-Paul Janssen.
- 1983 : Le Ruffian - 108 min, doublure Lino Ventura, réalisé par José Giovanni.
- 1991 : Aconcagua - 25 min, réalisé par Jérôme Equer.
- 1997 : Guido Magnone, L'Artiste - 26 min, réalisé par Jean Afanassieff.
- 1997 : La Grande Cordée - 52 min, réalisé par Jean Afanassieff.
- 1997 : Paragot-Bérardini, La Cordée des Voyous - 26 min, réalisé par Jean Afanassieff.
- 2007 : La Voie Terray - 52 min, réalisé par Gilles Chappaz.
- 2008 : Guido Magnone, Le Baladeur - 52 min, réalisé par Jean-Michel Rodrigo.
- 2013 : Pierre Mazeaud, La Vie En Face(s) - 52 min, réalisé par Gilles Chappaz.